# Heidi Gerhard
Heidi Gerhard z domu Edelstein (ur. 3 stycznia 1941 w Stralsundzie) – niemiecka lekkoatletka, sprinterka. W czasie swojej kariery startowała w barwach Republiki Federalnej Niemiec.
Zdobyła srebrny medal w sztafecie szwedzkiej 1+2+3+4 okrążenia (w składzie: Elfgard Schittenhelm, Gerhard, Christa Merten i Jutta von Haase) na halowych mistrzostwach Europy w 1970 w Wiedniu.
Zajęła 2. miejsce w sztafecie 4 × 400 metrów w finale Pucharu Europy w 1970 w Budapeszcie (sztafeta RFN biegła w składzie: Christa Czekay, Inge Eckhoff, Gerhard i Christel Frese).
Była brązową medalistką mistrzostw RFN w biegu na 400 metrów w 1970, a w hali wicemistrzynią na tym dystansie również w 1970.
Startowała w klubie OSC Dortmund.